# Jazykovědný ústav Ľudovíta Štúra
Jazykovedný ústav Ľudovíta Štúra vznikl v roce 1943 pod názvem Jazykovedný ústav Slovenskej akadémie vied a umení (SAVU). V roce 1952 byl přejmenován na Ústav slovenského jazyka Slovenskej akadémie vied a umení a od roku 1966 nese současný název.

## Popis
Ústav je hlavním vědeckým pracovištěm ve Slovenské republice soustřeďující základní výzkum slovenského národního jazyka, jeho územní a sociální diferenciace a jeho dějiny. Součástí výzkumu jsou teoretické otázky všeobecné jazykovědy, jazykové kultury, odborné terminologie a onomastiky. Výsledky výzkumu se aplikují při tvorbě základních kodifikačních příruček, při tvorbě a ustalování odborné terminologie, při standardizaci geografického názvosloví.

## Nejvýznamnější vědecké výsledky
Gramatická stavba slovenského jazyka:
- Morfológia slovenského jazyka, (1966)

Dynamika slovní zásoby:
- Dynamika slovnej zásoby súčasnej slovenčiny, (1989)

Slovní zásoba národního jazyka:
- Slovník slovenského jazyka, 6 sv., (1959 – 1968)
- Krátky slovník slovenského jazyka, 1987, 4. vyd. (2003)
- Synonymický slovník slovenčiny, 1995, 2. vyd. (2000)
- Historický slovník slovenského jazyka, 7 sv., (1991 – 2008)
- Slovník slovenských nárečí, zatím 2 sv., (2006)
- Slovník súčasného slovenského jazyka, zatím 4 sv., (2006 – 2021)

Pravopisný systém spisovné slovenštiny:
- Pravidlá slovenského pravopisu, 1. vyd. (1991), 2. vyd. (1998), 3. vyd. (2000)

Územní diferenciace slovenských nářečí v rámci Slovenska, slovanských zemí a karpatského areálu:
- Atlas slovenského jazyka, 4 sv., (1968 – 1984)
- Slovanský jazykový atlas, zatím (2008)
- Celokarpatský dialektologický atlas, 8 sv., úvodní (nečíslovaný) sv. (1987), sv. 1 – 7 (1989 – 2003)

Konfrontační výzkum slovní zásoby slovanských jazyků:
- Česko-slovenský slovník, 1979, 2. vyd. (1981)
- Veľký rusko-slovenský slovník, 5 sv., (1960 – 1970)
- Veľký slovensko-ruský slovník, 6 sv., (1979 – 1995)